# Ácido poliprótico
Los ácidos polipróticos (o ácidos polibásicos) son ácidos que tienen más de un hidrógeno ionizable, por ejemplo el ácido sulfúrico. Estos ácidos disocian en más de una etapa y cada etapa presenta su propia constante de equilibrio.
Los ácidos polipróticos no ceden de una vez y con la misma facilidad todos los protones, sino que hacen de forma escalonada, y cada vez con mayor dificultad. Las correspondientes constantes de disociación, disminuyen mucho (aproximadamente un factor de 10-5) para cada una de las sucesivas ionizaciones.